# Ixtiyor Navruzov
Ixtiyor Karimovich Navruzov (ur. 5 lipca 1989) – uzbecki zapaśnik w stylu wolnym. Dwukrotny olimpijczyk. Brązowy medalista z Rio de Janeiro 2016 w kategorii 65 kg i dziewiąty w Londynie 2012 w wadze 66 kg.
Pięciokrotny uczestnik mistrzostw świata, srebrny medalista w 2015. Trzeci na igrzyskach azjatyckich w 2014 i piąty w 2010. Zdobył pięć medali na mistrzostwach Azji, w tym złoty w 2018. Brązowy medalista igrzysk solidarności islamskiej w 2021 i piąty w 2017.
Piąty w Pucharze Świata w 2009; szósty w 2007; siódmy w 2010 i 2011 i trzeci w drużynie w 2008. Piąty na Uniwersjadzie w 2013, jako zawodnik Uzbekistan State Institute of Physical Culture w Taszkencie. Trzeci na MŚ juniorów w 2008 roku.
Pojedynek o brązowy medal w Rio de Janeiro wygrał dzięki punktowi karnemu zdobytemu za niesportowe zachowanie jego przeciwnika Gandzorigijna Mandachnarana z Mongolii, który na kilka sekund przed końcem zaczął się cieszyć ze zwycięstwa. W efekcie Uzbek zdobył wyrównujący punkt karny, a po challenge'u otrzymał kolejny. W ramach protestu mongolscy trenerzy wbiegli na matę i rozebrali się, po czym zostali wyprowadzeni przez ochronę.
Kontrowersje dotyczyły także jego walki ćwierćfinałowej z Portorykańczykiem Franklinem Gómezem, w efekcie czego Międzynarodowa Federacja Zapaśnicza zawiesiła trzech sędziujących pojedynek arbitrów z Korei Południowej, Gruzji i Rosji.